# Eugène Marais
Eugène Nielen Marais (Pretoria, 9 januari 1871 - Pelindaba, 29 maart 1936) was een Zuid-Afrikaanse advocaat, natuurkenner, dichter en schrijver. Hij was de maker van het klassieke Afrikaanse gedicht Winternag, dat algemeen wordt beschouwd als het eerste literaire betekenisvolle Afrikaanse gedicht.

## Zijn vroege jaren, voor en tijdens de Boerenoorlog
Marais werd geboren in Pretoria als het dertiende en laatste kind van Jan Christiaan Nielen Marais en Catharina Helena Cornelia van Niekerk. Hij ging naar school in Pretoria, Boshof en Paarl. Een groot deel van zijn vroege onderwijs was in het Engels, net als zijn vroegste gedichten. Op zestienjarige leeftijd studeerde hij af.
Zijn familie sprak vloeiend Afrikaans, Nederlands en Engels. In de vroege tienerjaren van Marais begon hij Engelse poëzie te schrijven en verslond hij gretig de verzen van William Shakespeare, John Milton, Robert Burns, de Lake-dichters en de Engelse romantici.
Na zijn schooltijd werkte hij in Pretoria als juridisch medewerker en vervolgens als journalist voordat hij, op twintigjarige leeftijd, eigenaar werd van een krant genaamd Land en Volk. Hij was nauw betrokken bij de lokale politiek. In zijn rol als journalist en krantenredacteur werd Marais een uitgesproken criticus van Paul Kruger, de alom gerespecteerde president van de Republiek Transvaal, wat Marais tot een zeer impopulair figuur maakte.
Hij begon al op jonge leeftijd met opiaten en stapte al snel daarna over op morfine (dat toen als niet verslavend en veilig werd beschouwd). Hij raakte verslaafd en zijn drugsverslaving beheerste zijn hele leven in meer of mindere mate. Toen hem werd gevraagd waarom hij drugs gebruikte, noemde hij afwisselend zijn slechte gezondheid, slapeloosheid en, later, de dood van zijn jonge vrouw als gevolg van de geboorte van zijn enige kind. Veel later gaf hij de schuld aan een accidentele verslaving terwijl hij malaria had in Mozambique. Sommigen beweren dat zijn drugsgebruik experimenteel was en beïnvloed werd door de filosofie van Thomas de Quincey.
Marais huwde op 27 Aug 1894 met Aletta Beyers. Zij stierf aan kraamvrouwenkoorts, acht dagen na de geboorte van hun zoon. Eugène Charles Gerard was het enige kind van Marais.
In 1897 ging Marais naar Londen om medicijnen te studeren. Onder druk van zijn vrienden ging hij echter de Inner Temple binnen om rechten te studeren. Hij kwalificeerde zich als advocaat. Toen de Boerenoorlog in 1899 uitbrak, werd hij voorwaardelijk vrijgelaten als een vijandige vreemdeling in Londen. Tijdens het laatste deel van de oorlog sloot hij zich aan bij een Duitse expeditie die munitie en medicijnen via Portugees Oost-Afrika naar de Boerencommando's wilde verschepen. Hij werd daar echter getroffen door malaria en voordat de voorraden aan de Boeren konden worden geleverd, eindigde de oorlog in 1902.

## Na de oorlog
Marais schakelde bij het componeren van poëzie over van het Engels naar het Afrikaans tijdens de periode die volgde op de nederlaag en verovering van de twee Boerenrepublieken.
Vanaf 1905 bestudeerde Marais de natuur in de Waterberg, een wildernisgebied ten noorden van Pretoria. Hij schreef in het Afrikaans over de dieren die hij observeerde. Zijn studies van termieten brachten hem tot de conclusie dat de kolonie als een enkel organisme moet worden beschouwd, een vooruitziend inzicht dat dateerde van vóór de uitwerking van dit idee door Richard Dawkins. In de Waterberg bestudeerde Marais ook de zwarte mamba, spugende cobra en pofadder. Bovendien bestudeerde hij een bepaald troep bavianen uitgebreid en uit deze studies kwamen talloze tijdschriftartikelen en de boeken My Friends the Baboons en The Soul of the Ape voort. Hij wordt erkend voor zijn bijdrage aan de ethologie, de wetenschappelijke studie van het gedrag van dieren.
Er zijn aanwijzingen dat Marais' tijd en onderzoek in de Waterberg hem veel rust en vreugde brachten en hem artistieke inspiratie gaven. In het gedicht Waar Tebes in die stil woestyn schrijft hij: 'Daar zou ik nog eens vrede kennen, waar Tebes in de stille woestijn het machtige rotswerk omhoog heft ...' Tebes is een van de belangrijkste bergtoppen van het gebied. Desondanks was Marais langdurig verslaafd aan morfine en leed aan melancholie, slapeloosheid, depressie en gevoelens van isolement.
Terwijl hij in het Waterbergdistrict woonde, werd de literaire productie van Marais sterk beïnvloed door 'de pure poëzie', die leerde hij van lokale Namamensen, Khoimensen en Hererovluchtelingen uit Duits-Zuidwest-Afrika. Marais verzamelde ook een zeer grote schat aan Afrikaanse folklore in het Waterbergdistrict van een oudere Sanverteller die plaatselijk de bijnaam Ou Hendrick kreeg. Marais publiceerde zijn verhalen in het Afrikaans onder de titel Dwaalstories (Dwaalverhalen).
Enkele jaren voor zijn dood confronteerde ds. A.J. Louw, een Afrikaner calvinistische dominee die bekend staat als "Die Pous van die Hoëveld", Marais tijdens een huisbezoek, omdat hij in de darwinistische evolutie geloofde. Marais antwoordde: "Pest niet op mij, Dominee. Het is een zaak tussen jou en de Almachtige. Ik had echt niets te maken met de schepping van het Universum." 
Een van Marais' laatste gedichten, Diep rivier, is een ode aan de drug morfine, die hij tien jaar voor zijn dood schreef.

### De affaire Maeterlinck.Die siel van die mier
Het boek Die siel van die mier (De ziel van de mier) van Eugène Marais werd schaamteloos geplagieerd door Nobelprijswinnaar Maurice Maeterlinck, die het entomologische boek La Vie des termites publiceerde, "een klassiek voorbeeld van academische plagiaat" volgens David Bignell, hoogleraar in de biologie aan de Universiteit van Londen.
Marais beschuldigde Maeterlinck ervan zijn concept van de "organische eenheid" van het termitair in zijn boek te hebben gebruikt. Marais had zijn ideeën over termieten gepubliceerd in de Zuid-Afrikaanse Afrikaanstalige pers, zowel in Die Burger in januari 1923 als in Huisgenoot, waarin een reeks artikelen over termieten stond onder de titel: Die Siel van die Mier; van 1925 tot 1926. Het boek van Maeterlinck, met bijna identieke inhoud, werd gepubliceerd in 1926. Er wordt beweerd dat Maeterlinck de reeks artikelen van Eugene Marais was tegengekomen, en dat het voor Maeterlinck gemakkelijk zou zijn geweest om van het Afrikaans naar het Frans te vertalen, aangezien Maeterlinck Nederlands kende en voordien al verschillende vertalingen van het Nederlands naar het Frans had gemaakt.  Het was in die tijd gebruikelijk dat in het Afrikaans gepubliceerde waardige artikelen werden overgenomen in Vlaamse en Nederlandse tijdschriften.
Marais stuurde een brief aan Dr. Winifred de Kock in Londen over Maeterlinck, waarin hij schreef: "De beroemde auteur had me het linkshandige compliment gegeven dat hij het belangrijkste deel van mijn werk bekritiseerde... Hij wilde duidelijk dat zijn lezers zouden concluderen dat hij tot bepaalde van mijn theorieën was gekomen (het resultaat van tien jaar hard werken in de veld) met zijn eigen rede, hoewel hij toegeeft dat hij in zijn leven nog nooit een termiet heeft gezien. Je moet begrijpen dat het niet louter plagiaat was van de geest van iets, om zo te zeggen. Hij heeft pagina na pagina verbaal gekopieerd."
Gesteund door een groep Afrikanernationalistische vrienden zocht Marais gerechtigheid via de Zuid-Afrikaanse pers en probeerde hij een internationale rechtszaak aan te spannen. Dit bleek om financiële redenen onmogelijk en de zaak werd niet voortgezet. Marais verwierf echter enige bekendheid als de benadeelde partij en als een Afrikaner onderzoeker die zich had opengesteld voor plagiaat omdat hij in het Afrikaans publiceerde uit nationalistische loyaliteit.
Marais broedde op het moment van het schandaal: "Ik vraag me af of Maeterlinck bloost als hij zulke dingen [kritieken] leest, en of hij een gedachte wijdt aan het onrecht dat hij doet aan de onbekende Boerwerknemer?" 
Maeterlincks eigen woorden in La Vie des termites geven aan dat de mogelijke ontdekking of beschuldiging van plagiaat hem zorgen baarde: "Het zou gemakkelijk zijn geweest, met betrekking tot elke uitspraak, om de tekst vol voetnoten en verwijzingen te laten staan. In sommige hoofdstukken staat geen zin, maar zou hier om hebben gesmeekt; en de boekdruk zou zijn opgeslokt door enorme hoeveelheden commentaar, zoals een van die vreselijke boeken die we op school zo haatten. Er is een korte bibliografie aan het einde van het deel die ongetwijfeld hetzelfde doel zal dienen."
Ondanks deze twijfels is er geen verwijzing naar Eugène Marais in de bibliografie. Andere werken van Maeterlinck over entomologie omvatten La Vie des fourmis (1930).
Professor V.E. d'Assonville schreef over Maeterlinck als "de Nobelprijswinnaar die in zijn hele leven nog nooit een termiet had gezien en nog nooit een voet op de bodem van Afrika had gezet, en zeker niet in de Waterberg".

## Nalatenschap
Marais' werk als natuuronderzoeker, hoewel zeker niet triviaal, kreeg minder publieke aandacht en waardering dan zijn literaire werk. Hij was een van de eerste wetenschappers die ethologie beoefende en werd herhaaldelijk als zodanig erkend door Robert Ardrey en anderen. Marais ontdekte de Waterberg-broodboom, die naar hem vernoemd werd (Encephalartos eugene-maraisii). Hij was de eerste persoon die het gedrag van wilde primaten bestudeerde, en zijn observaties worden nog steeds geciteerd in de hedendaagse evolutiebiologie. 
Hij behoort tot de grootste van de Afrikaner dichters en blijft een van de meest populaire, hoewel zijn productie niet groot was. Opperman beschreef hem als de eerste professionele Afrikaner dichter. Marais geloofde dat ambacht net zo belangrijk was als inspiratie voor poëzie. Samen met J.H.H. de Waal en G.S. Preller was hij een leider in de Tweede Afrikaanse Taalbeweging in de periode direct na de Tweede Boerenoorlog die eindigde in 1902. 
Enkele van zijn mooiste gedichten gaan over de wonderen van het leven en de natuur, maar hij schreef ook over de onverbiddelijke dood, zoals in het gedicht Skoppensboer. Marais stond alleen in sommige van zijn overtuigingen. Hij was een zelfverklaard pantheïst en beweerde dat de enige keren dat hij een kerk binnenging voor bruiloften was. Een beoordeling van Marais' status als Afrikaner held werd gepubliceerd door historica Sandra Swart.
Hoewel een Afrikaner patriot, stond Marais sympathiek tegenover de culturele waarden van de zwarte stammen van Transvaal; dit is te zien in gedichten zoals Die dans van die reën (De dans van de regen).
De Eugène Maraisprys is een onderscheiding die sinds 1961 jaarlijks door de Suid-Afrikaanse Akademie vir Wetenskap en Kuns wordt toegekend aan debutanten of schrijvers van vroeg werk in het Afrikaans. In Pretoria is een ziekenhuis naar Marais vernoemd.
De film Die wonderwerker uit 2012, geregisseerd door Katinka Heyns, onderzoekt Marais' herstel van malaria op een boerderij in de Waterberg.

## Publicaties
Werken van zijn pen zijn onder meer:
| Jaar | Naam publicatie                                                             |
| ---- | --------------------------------------------------------------------------- |
| 1922 | Margriet van Laastelust                                                     |
| 1925 | Gedigte                                                                     |
| 1927 | Dwaalstories en ander vertellings                                           |
| 1928 | Natuurkundige en wetenskaplike studies Sketse uit die lewe van mens en dier |
| 1933 | Versamelde gedigte Waar die blomme geur Die swart verraad                   |
| 1934 | Die huis van die vier winde Die leeus van Magoeba Die siel van die mier     |
| 1937 | Nag Die mielies van Nooitgedacht                                            |
| 1938 | Burgers van die berge                                                       |
| 1948 | Keurverhale van Eugène Marais                                               |
| 1949 | Spore in die sand                                                           |
| 1950 | Laramie die wonderwerker                                                    |
| 1956 | Gedigte / Poems                                                             |
| 1964 | Uit die verhaalskat van Eugène Marais                                       |
| 1965 | ’n Paradys van weleer                                                       |
| 1968 | Die skepbekertjie                                                           |
| 1969 | The soul of the ape                                                         |
| 1972 | The road do Waterberg                                                       |
| 1977 | Piet van Snaar                                                              |
| 1979 | Die stem van die storieverteller (keur van H. du Randt)                     |
| 1980 | Mabalêl Laramie die wonderwerker                                            |
| 1984 | Versamelde werke                                                            |
| 1986 | Die beste van Eugène Marais (keur van Leon Rousseau)                        |
| 1994 | Meesterverhale van Eugène Marais (keur van Merwe Scholtz)                   |
| 2006 | Die volledige versamelde gedigte                                            |
| 2012 | Die beste verhale van Eugène Marais                                         |

## Winternag, het gedicht
Hier zijn de woorden van het bekende gedicht:

O koud is die windjie
en skraal,
en blink in die doflig
en kaal,
so wyd as die Heer se genade,
lê die velde in sterlig en skade.
En hoog in die rande,
versprei in die brande,
is die grassaad aan roere
soos winkende hande.
O treurig die wysie
op die ooswind se maat,
Soos die lied van ’n meisie
In haar liefde verlaat.
In elk’ grashalm se vou
blink ’n druppel van dou,
en spoedig verbleek dit
tot ryp in die kou!

## Skoppensboer, het gedicht
I
‘n Druppel gal is in die soetste wyn;
‘n traan is op elk’ vrolik’ snaar,
in elke lag ‘n sug van pyn,
in elke roos ‘n dowwe blaar.
Die een wat deur die nag
ons pret beloer
en laaste lag,
is Skoppensboer.
II
Gewis en seker is die woord:
die skatte wat ons opvergaar,
ondanks die sterkste slot en koord
word net vir mot en roes bewaar.
Net pagters ons
van stof en dons
om oor te voer
aan Skoppensboer.
III
Die heerlikheid van vlees en bloed;
die hare wat die sonlig vang
en weergee in ‘n goue gloed;
die dagbreek op elk’ sagte wang
en oë vol van sterreprag
is weerloos teen sy groter mag.
Alreeds begint die rimpel sny;
oor alles hou die wurm wag
en stof en as is al wat bly:
Want swart en droef,
die hoogste troef
oor ál wat roer,
is Skoppensboer.
IV,
L’ENVOI
Gewis is alles net ‘n grap!
Ons speel in die komedie mee
geblinddoek met ‘n lanferlap
wat selfs die son ‘n skadu gee.
Wat treur ons tog?
Viool en fluit maak nog geluid,
en lank die nag wat voorlê nog.
Al kan ons nooit volmaaktheid raak,
nog blink die oog en gloei die huid
wat heel die winter blomtyd maak.
Dus onverlee
lag ons maar mee
met elke toer
van Skoppensboer!
- Bibliothèque nationale de France: cb12165652z (data)
- Biografisch Portaal: 96669696
- Digitale Bibliotheek voor de Nederlandse Letteren: mara002
- Gemeinsame Normdatei: 119155036
- International Standard Name Identifier: 0000 0001 1661 8241
- Library of Congress Control Number: n79127998
- Nationale Bibliotheek van Tsjechië: jn20010602094
- Nationale Bibliotheek van Israël: 987007276177705171
- Nederlandse Thesaurus van Auteursnamen: 070021651
- Istituto Centrale per il Catalogo Unico: RAVV049368
- SNAC: w6v200xc
- Système universitaire de documentation: 030189578
- Trove: 962394
- Virtual International Authority File: 66506877
- WorldCat: E39PBJkxH7VyWwYKMhwmTJbyBP